# 伯娜丁·埃瓦里斯托

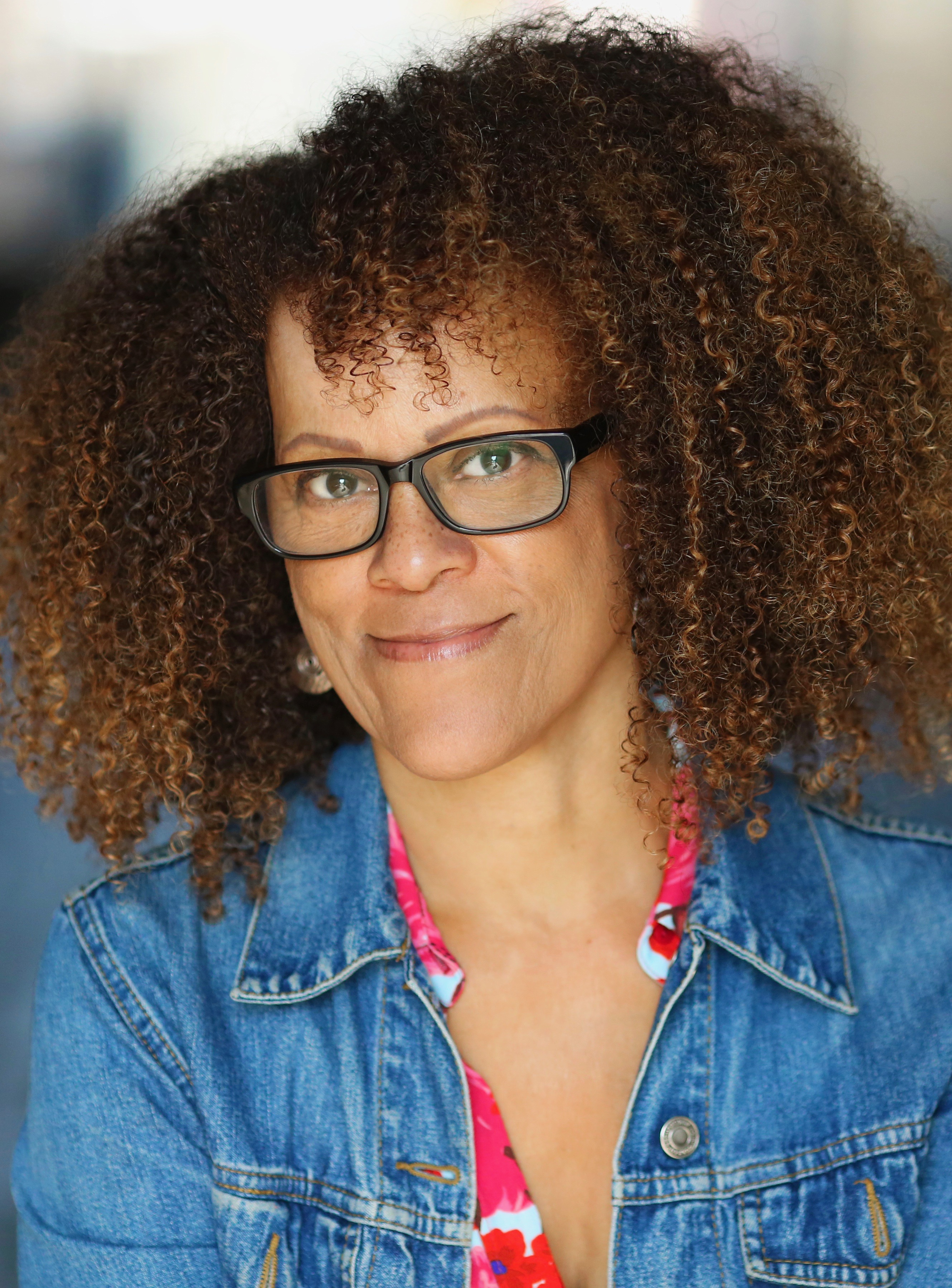
攝於2018年

伯娜丁·埃瓦里斯托OBE FRSL FRSA （1959年5月28日—）是一位英国作家和学者。埃瓦里斯托是倫敦大學布魯內爾學院创意写作教授，也是皇家文学学会会长，也是皇家文学学会第一位黑人會長。她於2019年獲頒布克奖，也是第一位獲頒布克奖的黑人女性。